# Josep Antoni Llobet i Vall-llosera
Josep Antoni Llobet i Vall-llosera (Barcelona, 31 de maig de 1799 - Alacant, País Valencià, 19 de desembre de 1861) fou un científic, historiador, físic, geòleg i arqueòleg català.
Per part de mare descendia d'una antiga família d'escrivans de Caldes de Montbui (Vallès Oriental). Molt infant restà orfe de mare, i als 12 anys també de pare. En plena Guerra del Francès estudià la carrera de procurador, que exercí durant poc temps.
Fou membre de la Societat Filosòfica. Exiliat a França (1824-1832) per les seves idees liberals, en tornar contribuí a la introducció del pensament científic modern als Països Catalans. El seu afany d'instrucció el portà a estudiar altres branques de la ciència. Físic, geòleg i arqueòleg, recollí i classificà molts llibres procedents de biblioteques conventuals destruïdes el 1835. més tard fou qui introduí els Estudis Geològics d'Espanya.
Col·laborà en l'organització del Museu Arqueològic de Barcelona i fou fundador i president de la llavors Acadèmia de Ciències de Barcelona, (ara, Reial Acadèmia de Ciències i Arts de Barcelona).
Entre altres treballs, publicà:
- De los pozos artesianos en general y de su aplicación a la Cataluña, Barcelona, 1834.[4]
- Observaciones sobre una inscripción del siglo décimo encontrada en Barcelona, Barcelona, 1837.[5]
- Descripción de un atlas catalán de principios del siglo XV encontrado en la Biblioteca Real de París, Barcelona, 1839.[6]
- Elementos de Geología (en col·laboració amb Luís Balaguer i Vicente Bordas), Barcelona, 1842.
- De los pueblos que han invadido, conquistado o dominado la Cataluña, Barcelona, 1847.[7]
- Cataluña Antigua y moderna, en que se trata del comercio de los catalanes en la Edad Media en el Levante y del porvenir de Barcelona, 1866.

També altres llibres com Suputació de la monera romana reduïda a la catalana i una Història de Caldes de Montbui, que no arribà a acabar i de la qual ha estat impossible trobar cap recull.
L'ajuntament de la vila de Caldes de Montbui, dedicà un carrer a Josep Antoni Llobet i Vall-llosera, que fou inaugurat el 10 de novembre de 1914. Els Llobet i Vall-llosera eren els antics propietaris, de les avui Termes Victòria.